# Ambassade van IJsland in Finland
De ambassade van IJsland in Finland is gevestigd in Helsinki en staat aan het stadspark Esplanadi. De ambassade opende in 1997 en vertegenwoordigt IJsland ook in Estland, Letland en Litouwen.

## Geschiedenis
De bilaterale betrekkingen tussen IJsland en Finland werden op 15 augustus 1947 geformaliseerd, waarna op 29 december 1947 de eerste IJslandse ambassadeur voor Finland werd benoemd. Dit was Jakob Möller, die deze functie vanuit de ambassade in Kopenhagen vervulde. Vanaf 1951 werden de ambassadeurs in Stockholm geaccrediteerd voor de IJslandse vertegenwoordiging in Finland.
Op 25 augustus 1997 werd de ambassade in Helsinki geopend met een residerend ambassadeur. De ambassade werd tevens geaccrediteerd voor de vertegenwoordiging in de Baltische staten en Oekraïne. Deze laatste werd in 2022 bij de ambassadeurs in Warschau ondergebracht.

## Missie
De missie in Helsinki vertegenwoordigt IJsland in Finland, Estland, Letland, Litouwen en de ambassadeur is in die landen geaccrediteerd. Naast een ambassade heeft IJsland ook een vijftal honorair consuls gevestigd in Oulu, Rovaniemi, Turku, Vaasa en Mariehamn op de Åland-eilanden.

## Ambassadeurs
De volgende diplomaten waren ambassadeur voor IJsland naar Finland. Tot 1997 waren dit 'niet-residerende' ambassadeurs met standplaats Stockholm.
| #                                       | Naam                                    | Aanstelling                             | Einde missie                            | Bron                                    | Vertegenwoordiging naar                                                                             |
| Zaakgelastigde ambassadeur in Stockholm | Zaakgelastigde ambassadeur in Stockholm | Zaakgelastigde ambassadeur in Stockholm | Zaakgelastigde ambassadeur in Stockholm | Zaakgelastigde ambassadeur in Stockholm | Zaakgelastigde ambassadeur in Stockholm                                                             |
| --------------------------------------- | --------------------------------------- | --------------------------------------- | --------------------------------------- | --------------------------------------- | --------------------------------------------------------------------------------------------------- |
| 1                                       | Jakob Möller                            | 29 december 1947                        | 17 januari 1951                         | [ 7 ]                                   | |
| 2                                       | Helgi P. Briem                          | 17 januari 1951                         | 1 juli 1955                             |                                         | |
| 3                                       | Magnús V. Magnússon                     | 31 januari 1956                         | 1 juni 1962                             |                                         | |
| 4                                       | Hans G. Andersen                        | 7 september 1962                        | 1 juli 1963                             |                                         | |
| 5                                       | Árni Tryggvason                         | 1 juni 1964                             | 1 oktober 1969                          |                                         | |
| 6                                       | Haraldur Kröyer                         | januari 1970                            | 6 februari 1973                         |                                         | |
| 7                                       | Guðmundur Ívarsson Guðmundsson          | 6 februari 1973                         | 5 augustus 1977                         |                                         | |
| 8                                       | Ingvi S. Ingvarsson                     | 5 augustus 1977                         | 24 september 1982                       |                                         | |
| 9                                       | Benedikt Gröndal                        | 24 september 1982                       | 30 oktober 1987                         |                                         | |
| 10                                      | Þórður Einarsson                        | 30 oktober 1987                         | 8 maart 1991                            |                                         | |
| 11                                      | Sigríður Ásdís Snævarr                  | 8 maart 1991                            | 8 maart 1996                            |                                         | |
| 12                                      | Hörður H. Bjarnason                     | 8 maart 1996                            | 8 April 1999                            |                                         | |
| Ambassadeur in Finland                  |                                         |                                         |                                         |                                         | |
| 13                                      | Kornelíus Sigmundsson                   | 8 April 1999                            | 30 januari 2003                         |                                         | Estland (1999-) Letland (1999-) Litouwen (2003-) Oekraïne (1999-2022) Vaticaanstad (2010-2014) Bron |
| 14                                      | Jón Baldvin Hannibalsson                | 30 januari 2003                         | 24 november 2005                        |                                         | Estland (1999-) Letland (1999-) Litouwen (2003-) Oekraïne (1999-2022) Vaticaanstad (2010-2014) Bron |
| 15                                      | Hannes Heimsson                         | 24 november 2005                        | 12 november 2009                        |                                         | Estland (1999-) Letland (1999-) Litouwen (2003-) Oekraïne (1999-2022) Vaticaanstad (2010-2014) Bron |
| 16                                      | Elín Flygenring                         | 12 november 2009                        | 19 september 2013                       |                                         | Estland (1999-) Letland (1999-) Litouwen (2003-) Oekraïne (1999-2022) Vaticaanstad (2010-2014) Bron |
| 17                                      | Kristín A. Árnadóttir                   | 19 september 2013                       | 31 December 2017                        |                                         | Estland (1999-) Letland (1999-) Litouwen (2003-) Oekraïne (1999-2022) Vaticaanstad (2010-2014) Bron |
| 18                                      | Árni Þór Sigurðsson                     | januari 2018                            | 31 mei 2020                             |                                         | Estland (1999-) Letland (1999-) Litouwen (2003-) Oekraïne (1999-2022) Vaticaanstad (2010-2014) Bron |
| 18                                      | Auðunn Atlason                          | 23 juli 2020                            | februari 2022                           | [ 12 ] [ 13 ]                           | Estland (1999-) Letland (1999-) Litouwen (2003-) Oekraïne (1999-2022) Vaticaanstad (2010-2014) Bron |
| 19                                      | Harald Aspelund                         | 1 augustus 2022                         |                                         | [ 14 ]                                  | Estland (1999-) Letland (1999-) Litouwen (2003-) Oekraïne (1999-2022) Vaticaanstad (2010-2014) Bron |